# Not Ready to Die
Not Ready to Die는 미국의 헤비 메탈밴드인 어벤지드 세븐폴드의 노래이다. 콜 오브 듀티: 블랙 옵스의 사운드 트랙의로 발매도 되었으며 좀비맵 "Call of Dead"의 배경음악이기도 하였다.

## 수록곡
```
1. "Not Ready to Die" - 7:05
```

## 구성
어벤지드 세븐폴드
- 엠 섀도우스 - 리드 보컬
- 잭키 벤젠스 - 리듬 기타,베킹 보컬
- 시니스터 게이츠 - 리드 기타,베킹 보컬
- 조니 크라이스트 - 베이스,베킹 보컬
- 에이린 일리제이 - 드럼